# Canton de Saint-Pierre-des-Corps
Pour les articles homonymes, voir Canton de Saint-Pierre (homonymie).
Le canton de Saint-Pierre-des-Corps est une circonscription électorale française située dans le département d'Indre-et-Loire en région Centre-Val de Loire.

## Histoire
Le canton de Saint-Pierre-des-Corps a été créée par le décret du 23 juillet 1973 à la suite du démantèlement des anciens cantons de Tours-Est, Tours-Nord, Tours-Ouest et Tours-Sud.
Le canton est modifié par le décret du 20 janvier 1982 à la suite de la création du canton de Saint-Avertin.
Il est de nouveau modifié en 1984 avec la création du canton de Montlouis-sur-Loire par décret du 24 décembre 1984.
Le canton de Saint-Pierre-des-Corps est agrandi par le décret du 18 février 2014 entrée en vigueur lors des élections départementales de 2015. Le nouveau canton de Saint-Pierre-des-Corps est formé de communes des anciens cantons de Saint-Pierre-des-Corps et de Saint-Avertin. Il est entièrement inclus dans l'arrondissement de Tours. Le bureau centralisateur est situé à Saint-Pierre-des-Corps.

## Représentation

### Représentation avant 2015
| Période | Période          | Identité              | Étiquette | Qualité |
| ------- | ---------------- | --------------------- | --------- | --- |
| 1973    | 1982             | Marcel Longuet        | PCF       | Ancien permanent politique Ancien conseiller municipal de Tours Ancien conseiller général du Canton de Tours-Est (1951-1958 et 1964-1973) |
| 1982    | 2001 (démission) | Marie-France Beaufils | PCF       | Professeure des écoles Sénatrice (2001-2017) Maire de Saint-Pierre-des-Corps (1983-2020)                                                  |
| 2001    | 2015             | Martine Belnoue       | PCF       | Professeure des écoles 1re adjointe au maire de Saint-Pierre-des-Corps Vice-présidente du Conseil général                                 |

### Représentation à partir de 2015
| Période élective | Période élective | Mandat | Mandat   | Identité            | Nuance | Nuance | Qualité |
| ---------------- | ---------------- | ------ | -------- | ------------------- | ------ | ------ | --- |
| 2015             | 2021             | 2015   | 2021     | Mounia Haddad       |        | LREM   | Conseillère municipale de Saint-Pierre-des-Corps                                                                        |
| 2015             | 2021             | 2015   | 2021     | Jean-Gérard Paumier |        | LR     | Président du Conseil départemental d'Indre-et-Loire (2016 → 2023) Maire de Saint-Avertin (2001 → 2016)                  |
| 2021             | 2028             | 2021   | en cours | Eloïse Drapeau      |        | DVC    | Adjointe au maire de Saint-Pierre-des-Corps                                                                             |
| 2021             | 2028             | 2021   | en cours | Jean-Gérard Paumier |        | LR     | Conseiller sortant Président du Conseil départemental d'Indre-et-Loire (2016 → 2023) Sénateur d'Indre-et-Loire (2023 →) |

### Résultats détaillés

#### Élections de mars 2015
À l'issue du 1er tour des élections départementales de 2015, deux binômes sont en ballottage : Mounia Haddad et Jean-Gérard Paumier (Union de la Droite, 39,04 %) et Cyrille Jeanneau et Brigitte Lizé-Brun (PS, 23,7 %). Le taux de participation est de 49,33 % (11 160 votants sur 22 623 inscrits) contre 50,88 % au niveau départemental et 50,17 % au niveau national.
Au second tour, Mounia Haddad et Jean-Gérard Paumier (Union de la Droite) sont élus avec 55,91 % des suffrages exprimés et un taux de participation de 47,44 % (5 423 voix pour 10 733 votants et 22 623 inscrits).
Mounia Haddad a quitté l'UDI pour soutenir Emmanuel Macron. Elle est membre de LREM.

#### Élections de juin 2021
Le premier tour des élections départementales de 2021 est marqué par un très faible taux de participation (33,26 % au niveau national). Dans le canton de Saint-Pierre-des-Corps, ce taux de participation est de 28,85 % (6 518 votants sur 22 591 inscrits) contre 30,88 % au niveau départemental. À l'issue de ce premier tour, deux binômes sont en ballottage : Eloïse Drapeau et Jean-Gérard Paumier (Union au centre et à droite, 51,03 %) et Hicham Khabbich et Élisabeth Maugars (Union à gauche, 38,41 %).
Le second tour des élections est marqué une nouvelle fois par une abstention massive équivalente au premier tour. Les taux de participation sont de 34,36 % au niveau national, 31,33 % dans le département et 30,9 % dans le canton de Saint-Pierre-des-Corps. Eloïse Drapeau et Jean-Gérard Paumier (Union au centre et à droite) sont élus avec 56,82 % des suffrages exprimés (3 795 voix pour 6 982 votants et 22 592 inscrits),,. 

## Composition

### Composition de 1973 à 1982
Lors de sa création, le canton de Saint-Pierre-des-Corps est composé de six communes entières :
- Saint-Pierre-des-Corps (chef-lieu),
- Larçay,
- Montlouis-sur-Loire,
- Saint-Avertin,
- Veretz,
- La Ville-aux-Dames.

### Composition de 1982 à 1984
À la suite du redécoupage de 1982, le canton est réduit à deux communes :
- Saint-Pierre-des-Corps (chef-lieu),
- La Ville-aux-Dames.

### Composition de 1984 à 2015
La commune de La Ville-aux-Dames est intégrée au canton de Montlouis-sur-Loire en 1984 ; le canton de Saint-Pierre-des-Corps est donc réduit à une seule commune.

### Composition depuis 2015
Le canton est désormais composé de deux communes.
| Nom                                            | Code Insee | Intercommunalité             | Superficie (km2) | Population (dernière pop. légale) | Densité (hab./km2) | Modifier                                    |
| ---------------------------------------------- | ---------- | ---------------------------- | ---------------- | --------------------------------- | ------------------ | ------------------------------------------- |
| Saint-Pierre-des-Corps (bureau centralisateur) | 37233      | Tours Métropole Val de Loire | 11,28            | 15 698 (2022)                     | 1 392              | modifier les données · modifier les données |
| Saint-Avertin                                  | 37208      | Tours Métropole Val de Loire | 13,25            | 15 075 (2022)                     | 1 138              | modifier les données · modifier les données |
| Canton de Saint-Pierre-des-Corps               | 3714       |                              | 24,53            | 30 773 (2022)                     | 1 255              | modifier les données                        |

## Démographie

### Démographie avant 2015
| 1975   | 1982   | 1990   | 1999   | 2006   | 2011   | 2012   |
| ------ | ------ | ------ | ------ | ------ | ------ | ------ |
| 18 292 | 18 313 | 17 947 | 15 773 | 15 651 | 15 260 | 15 224 |

### Démographie depuis 2015
En 2022, le canton comptait 30 773 habitants, en évolution de −0,26 % par rapport à 2016 (Indre-et-Loire : +1,67 %, France hors Mayotte : +2,11 %).
| 2013   | 2018   | 2022   |
| ------ | ------ | ------ |
| 30 297 | 30 734 | 30 773 |